# Olean (Missouri)
Pour les articles homonymes, voir Olean.
Olean est une ville américaine située dans le comté de Miller, dans l’État du Missouri. 
Lors du recensement de 2010, sa population s’élevait à 128 habitants. La municipalité s'étend sur 0,17 milles carrés (0,44 km2).